# Fußball-Weltmeisterschaft 2010/Japan

## Qualifikation
Die Mannschaft qualifizierte sich über die Qualifikationsspiele der AFC, der Qualifikationsspiele des asiatischen Fußballverbandes, für die Weltmeisterschaft in Südafrika.
Aufgrund eines Freiloses über die ersten beiden Runden, nahm Japan erst ab der dritten Quali-Runde teil. Dort setzte sich die Mannschaft in der Gruppe 2 gegen Bahrain, den Oman und Thailand durch und stieg mit dem Zweitplatzierten Bahrain in die nächste Runde auf.
In der vierten Runde, der nächsten Gruppenphase, traf Japan in der Gruppe 1 auf Australien, Bahrain, Katar und Usbekistan. Nach acht absolvierten Partien rangierte Japan hinter Australien am zweiten Tabellenplatz und qualifizierte sich so für die Weltmeisterschaft.

### Dritte Runde
6. Februar 2008:
Japan – Thailand 4:1 (1:1)
26. März 2008:
Bahrain – Japan 1:0 (0:0)
2. Juni 2008:
Japan – Oman 3:0 (2:0)
7. Juni 2008:
Oman – Japan 1:1 (1:0)
14. Juni 2008:
Thailand – Japan 0:3 (0:2)
22. Juni 2008:
Japan – Bahrain 1:0 (0:0)

### Vierte Runde
6. September 2008:
Bahrain – Japan 2:3 (0:2)
15. Oktober 2008:
Japan – Usbekistan  1:1 (1:1)
19. November 2008:
Katar – Japan 0:3 (0:1)
11. Februar 2009:
Japan – Australien 0:0
1. April 2009:
Japan – Bahrain 1:0 (0:0)
6. Juni 2009:
Usbekistan – Japan 0:1 (0:1)
10. Juni 2009:
Japan – Katar 1:1 (1:0)
17. Juni 2009:
Australien – Japan 2:1 (0:1)

## Japanisches Aufgebot
| Nr.               | Name                 | Verein vor WM-Beginn | Geburtstag | Spiele   | Tore     |          |          |          |          |
| Torhüter          | Torhüter             | Torhüter             | Torhüter   | Torhüter | Torhüter | Torhüter | Torhüter | Torhüter | Torhüter |
| ----------------- | -------------------- | -------------------- | ---------- | -------- | -------- | -------- | -------- | -------- | -------- |
| 1                 | Seigō Narazaki       | Nagoya Grampus       | 15.04.1976 | 0        | 0        | 0        | 0        | 0        |          |
| 21                | Eiji Kawashima       | Kawasaki Frontale    | 20.03.1983 | 4        | 0        | 0        | 0        | 0        |          |
| 23                | Yoshikatsu Kawaguchi | Júbilo Iwata         | 15.08.1975 | 0        | 0        | 0        | 0        | 0        |          |
| Abwehrspieler     |                      |                      |            |          |          |          |          |          |          |
| 3                 | Yūichi Komano        | Júbilo Iwata         | 25.07.1981 | 4        | 0        | 0        | 0        | 0        |          |
| 4                 | Marcus Tulio Tanaka  | Nagoya Grampus       | 24.04.1981 | 4        | 0        | 0        | 0        | 0        |          |
| 5                 | Yūto Nagatomo        | FC Tokyo             | 12.09.1986 | 4        | 0        | 2        | 0        | 0        |          |
| 6                 | Atsuto Uchida        | Kashima Antlers      | 27.03.1988 | 0        | 0        | 0        | 0        | 0        |          |
| 13                | Daiki Iwamasa        | Kashima Antlers      | 30.01.1982 | 0        | 0        | 0        | 0        | 0        |          |
| 15                | Yasuyuki Konno       | FC Tokyo             | 25.01.1983 | 1        | 0        | 0        | 0        | 0        |          |
| 22                | Yūji Nakazawa        | Yokohama F. Marinos  | 25.02.1978 | 4        | 0        | 0        | 0        | 0        |          |
| Mittelfeldspieler |                      |                      |            |          |          |          |          |          |          |
| 2                 | Yūki Abe             | Urawa Red Diamonds   | 06.09.1981 | 4        | 0        | 1        | 0        | 0        |          |
| 7                 | Yasuhito Endō        | Gamba Osaka          | 28.01.1980 | 4        | 1        | 2        | 0        | 0        |          |
| 8                 | Daisuke Matsui       | Grenoble Foot        | 11.05.1981 | 4        | 0        | 1        | 0        | 0        |          |
| 10                | Shunsuke Nakamura    | Yokohama F. Marinos  | 24.06.1978 | 1        | 0        | 0        | 0        | 0        |          |
| 14                | Kengo Nakamura       | Kawasaki Frontale    | 31.10.1980 | 1        | 0        | 0        | 0        | 0        |          |
| 17                | Makoto Hasebe        | VfL Wolfsburg        | 18.01.1984 | 4        | 0        | 0        | 0        | 0        |          |
| 18                | Keisuke Honda        | ZSKA Moskau          | 13.06.1986 | 4        | 2        | 1        | 0        | 0        |          |
| 20                | Junichi Inamoto      | Kawasaki Frontale    | 18.09.1979 | 2        | 0        | 0        | 0        | 0        |          |
| Stürmer           |                      |                      |            |          |          |          |          |          |          |
| 9                 | Shinji Okazaki       | Shimizu S-Pulse      | 16.04.1986 | 3        | 1        | 0        | 0        | 0        |          |
| 11                | Keiji Tamada         | Nagoya Grampus       | 11.04.1980 | 2        | 0        | 0        | 0        | 0        |          |
| 12                | Kishō Yano           | Albirex Niigata      | 05.04.1984 | 1        | 0        | 0        | 0        | 0        |          |
| 16                | Yoshito Ōkubo        | Vissel Kōbe          | 09.06.1982 | 4        | 0        | 0        | 0        | 0        |          |
| 19                | Takayuki Morimoto    | Catania Calcio       | 07.05.1988 | 0        | 0        | 0        | 0        | 0        |          |
| Trainer           |                      |                      |            |          |          |          |          |          |          |
|                   | Takeshi Okada        |                      | 25.08.1956 |          |          |          |          |          |          |

## Vorrunde
| Rang | Land        | Tore | Punkte |
| ---- | ----------- | ---- | ------ |
| 1    | Niederlande | 5:1  | 9      |
| 2    | Japan       | 4:2  | 6      |
| 3    | Dänemark    | 3:6  | 3      |
| 4    | Kamerun     | 2:5  | 0      |

In der Vorrunde der Weltmeisterschaft 2010 in Südafrika traf die japanische Nationalmannschaft in der Gruppe E auf die Niederlande, Dänemark und Kamerun. Die Japaner mussten sich nur dem Gruppenfavoriten Niederlande geschlagen geben und setzten sich gegen die anderen beiden Mitkonkurrenten klar durch. Als Gruppenzweiter qualifizierte sich die Mannschaft für das Achtelfinale.
- Montag, 14. Juni 2010; 16:00 Uhr in Mangaung/Bloemfontein
 Japan –  Kamerun 1:0 (1:0)

- Samstag, 19. Juni 2010; 13:30 Uhr in Durban
 Niederlande –  Japan 1:0 (0:0)

- Donnerstag, 24. Juni 2010; 20:30 Uhr in Rustenburg
 Dänemark –  Japan 1:3 (0:2)

## Finalrunde

### Achtelfinale
Als Zweitplatzierter der Gruppe E traf die japanische Auswahl im Achtelfinale auf Paraguay, den Sieger der Gruppe F. Die Entscheidung fiel erst im Elfmeterschießen. Der japanische Verteidiger Yūichi Komano traf als einziger Spieler beider Mannschaften nicht vom Punkt und ebnete Paraguay damit den Sieg.
- Dienstag, 29. Juni 2010; 16:00 Uhr in Pretoria
 Paraguay –  Japan 0:0 n. V., 5:3 i. E.